# Јакушимски макаки
Јакушимски макаки (Macaca fuscata yakui) је подврста јапанског макакија, врсте примата из породице мајмуна Старог света (Cercopithecidae).

## Распрострањење
Острво Јакушима, Јапан.

## Станиште
Јакушимски макаки има станиште на копну.

## Угроженост
Ова подврста није угрожена, и наведена је као последња брига јер има широко распрострањење.

### Популациони тренд
Популација ове подврсте је стабилна, судећи по доступним подацима.